# Idol 2011
Idol 2011 var TV-programmet Idols åttonde säsong i Sverige och visades liksom tidigare år på TV4. Programmet startade den 4 september 2011, och avslutades den 9 december samma år. Vinnare i finalen (som stod mellan Robin Stjernberg och Amanda Fondell) blev Amanda Fondell.
Direkt efter att Jay Smith vunnit Idol 2010 bekräftade 2010 års programledare Peter Jihde att Idol skulle återkomma till år 2011. Dock meddelade Jihde ett par veckor senare att han inte skulle fortsätta som programledare för Idol år 2011. Även Idol-jurymedlemmen Andreas Carlsson valde att sluta i Idol-juryn.
Den 1 mars 2011 presenterades TV4 Pär Lernström som ny programledare, och den 10 mars presenterades Cecilia Forss som Lernströms bisittare, dock endast under auditionturnén. Forss uppdrag under auditionturnén var att leta upp sångtalanger som folk tipsat om innan Idol 2011 startade sin auditionturné. Dessa som hon sedermera letade upp fick chansen att sjunga inför Idol-juryn.
Precis som tidigare säsonger hade de sökande rätt att använda sig av instrument vid första audition, förutsatt att det tog högst två minuter att rigga upp instrumentet. För att få vara med i Idol 2011 skulle man vara minst 16 år före 1 oktober 2011. För femte säsongen i rad hölls finalen i Globen i Stockholm, och precis som i föregående säsong hölls de fyra sista veckofinalerna på annan ort än Stockholm, innan finalen skedde i Globen. För första gången någonsin i svenska Idols historia sändes premiäravsnittet på en söndag. Även avsnitt fem och nio sändes på en söndag. Resterande avsnitt av auditionuttagningarna och slutaudition sändes måndagar, tisdagar och fredagar vecka 36-38. Kvalveckan sändes måndag-fredag vecka 39, och veckofinalerna på fredagar mellan vecka 40 och 48. Finalen sändes på fredagen vecka 49.
Efter att denna säsong hade avslutats tog man en paus på drygt ett år, vilket gjorde att Idol inte sändes under 2012. Under 2013 kommer dock en ny säsong att produceras.

## Jury
Den 16 mars 2011 presenterades Idols nya jury. I programmen satt juryn i denna ordning (från vänster till höger):
- Pelle Lidell, ordförande (ny)
- Alexander Bard, (ny)
- Laila Bagge Wahlgren
- Anders Bagge

Fotnot: Fram till kvalveckan hade Pelle Lidell, som var juryns ordförande, utslagsrösten. Det vill säga, om det stod 2-1 i att gå vidare/åka ut var det Lidells ja- eller nejröst som avgjorde om personen skulle gå vidare eller åka ut.

## Förändringar/nyheter
- Pär Lernström tog över efter Peter Jihde som programledare. Under auditionturnén hade han komikern Cecilia Forss som bisittare.[5][4]
- Idoljuryn utökades från tre till fyra personer. Anders Bagge och Laila Bagge Wahlgren satt kvar i juryn sedan föregående tre säsonger, medan Andreas Carlsson lämnade Idol. Nya i juryn blev Pelle Lidell och Alexander Bard. Pelle Lidell var juryns ordförande.[3]
- Åldersgränsen för att söka till Idol 2011 sänktes från 16 till 15 år, men drogs sedan tillbaka igen av TV4. Däremot bestämde sig TV4 att man för att få söka Idol skulle ha fyllt 16 år före den 1 oktober 2011, vilket möjliggjorde att även 15-åringar kunde söka till Idol.
- Den s.k. "sista chansen"-omgången där det fanns möjlighet att söka till programmet via hemsidan användes inte under turnén.[7] Däremot hade alla som geografiskt bodde norr om Sundsvall en chans att komma till en audition, vilket hölls i Stockholm i maj, och få sjunga live för juryn.[11]
- Cecilia Forss gav sig ut på Idols tipsturné och gav dessa personer en chans att få träffa juryn och sjunga för dem.
- Vinjetten som visades i början av varje Idolavsnitt samt före och efter varje reklampaus hade detta år blivit uppdaterad.
- Det rum där juryn satt under auditionturnén och där de sökande framförde sina auditions hade bytt utseende. Bland annat fick juryn ett nytt bord att sitta vid och en bildskärm sattes upp bakom dem. På denna bildskärm visades en livebild över den stad där de befann sig för tillfället.
- De två studior som kvalveckan och fredagsfinalerna skedde ifrån fick en ny dekor och ett nytt utseende.
- Under kvalveckan kunde man enbart telefonrösta, och inte SMS-rösta.
- I veckofinalerna hade man tagit bort den andra duellen mellan de två som fått minst antal röster. Den som fick minst antal röster när telefonslussarna stängdes ställdes istället mot en som hade en okänd slutplacering. Alla deltagare som gick vidare ropades upp utan inbördes ordning.
- Programmet som sändes i TV11, efter resultatshowen, hette i denna säsong "Idol: Extra", vilket det hette i de första Idol-säsongerna.
- "Veckans tema", som låtarna gick under i tidigare säsonger, kallades i denna säsong för "veckans utmaning".
- Momentet där den utröstade deltagaren, precis efter att han/hon har röstats ut, fick se en filmsekvens över sin tid i Idol var under veckofinal 1-4 flyttad till "Idol: Extra". Från och med den femte veckofinalen visades filmsekvensen i resultatshowen istället, precis som det gjorts i tidigare säsonger.
- Vinnarlåten som detta år hette "All This Way" släpptes i två versioner direkt efter semifinalen sänts. Låten var bl. a. skriven av Darin Zanyar, som kom tvåa i Idol 2004 och Arnthor Birgisson.[12] Det blev slutligen Amanda Fondells version som släpptes som singel, detta eftersom det var hon som vann Idol denna säsong.
- I denna säsong kunde man telefon- och SMS-rösta på finalisterna redan direkt efter resultatprogrammet den 2 december (semifinalkvällen). Röstningen pågick sedan fram till och med cirka klockan 22.25-22.30 den 9 december (finalkvällen).

## Händelser i samband med Idol 2011

### Planer på nedläggning
Den 5 januari 2011 skrev Expressen att TV4 planerade att lägga ned Idol till 2012 för att starta en svensk variant av den brittiska The X Factor samma år. I artikeln meddelade dock Fredrik Arefalk, programchef på TV4, att Idol skulle genomföras som planerat under 2011. Senare under försommaren 2011 meddelade TV4 att de köpt rättigheterna att sända ytterligare två Idol-liknande program: The X Factor och The Voice. Den 29 oktober 2011 rapporterade Aftonbladet att TV4 valt att pausa Idol 2012, för att istället satsa på The X-Factor till hösten 2012. På grund av vikande tittarsiffror beslutade sig TV4 för att skrota X-Factor till 2013 och istället satsa på en ny Idolsäsong det året.

### Samsändning med Mix Megapol
Under finalkvällen den 9 december samsände radiokanalen Mix Megapol direkt från Globen och Idolfinalen. Kommentatorer var Gry Forssell och Anders Timell. I pauserna av Idolprogrammet spelade Paul Haukka musik, av före detta Idoldeltagare, på stationen. Mix Megapols Idolspecial pågick mellan klockan 20.00 och 22.55.

### Deltagare med artistkarriär
Några av deltagarna som sökte till Idol 2011 hade sedan tidigare en artistkarriär. Dessa var:
- Roshana Hoss, som under år 2010 var medlem i gruppen Love Generation, men valde i november samma år att lämna gruppen. Våren 2011 tipsade hennes familj Idolredaktionen och Hoss fick därmed träffa juryn för Idol, där hon gick vidare till slutaudition.[16] Under slutaudition blev hon en av tjugo att gå vidare till kvalveckan,[17] och blev sedan en av de elva veckofinalisterna. Hon blev dock den första att röstas ut i veckofinalerna.
- Robin Stjernberg, som mellan åren 2007 och 2011 var medlem i gruppen What's Up, där bl.a. Eric Saade tidigare var medlem. Stjernberg sökte till Idol i Lund och tog sig hela vägen till kvalveckan,[18] och blev därefter en av de elva veckofinalisterna. Han slutade sedermera på andra plats i finalen.

Även deltagaren Moa Johansson, som medverkade i Talang 2010, sökte till Idol och gick vidare till slutaudition. Hon tog sig dock inte vidare till kvalveckan.

### Övrigt
Deltagarna Olle Hammar och Molly Pettersson Hammar har känt varandra sedan de båda gick i fjärde klass i Adolf Fredriks Musikklasser, alltså långt innan de båda sökte till Idol 2011. Trots att de har samma efternamn är de inte släkt.

## Utröstningsschema
Schemat visar hur varje deltagare placerar sig under kvalveckan och i veckofinalerna.
| Stadium: | Stadium:                | Kvalveckan | Kvalveckan | Kvalveckan | Kvalveckan | Kvalveckan | Kvalveckan | Veckofinalerna | Veckofinalerna | Veckofinalerna | Veckofinalerna | Veckofinalerna | Veckofinalerna | Veckofinalerna | Veckofinalerna | Veckofinalerna | Veckofinalerna |          |          |          |
| Datum:   | Datum:                  | 26/9       | 27/9       | 28/9       | 29/9       | 30/9       | 30/9       | 7/10           | 14/10          | 21/10          | 28/10          | 4/11           | 11/11          | 18/11          | 25/11          | 2/12           | 9/12           |          |          |          |
| Plats    | Tävlande                | Resultat   | Resultat   | Resultat   | Resultat   | Resultat   | Resultat   | Resultat       | Resultat       | Resultat       | Resultat       | Resultat       | Resultat       | Resultat       | Resultat       | Resultat       | Resultat       | Resultat | Resultat | Resultat |
| 1        | Amanda Fondell          |            |            |            |            |            |            |                |                |                |                |                |                |                |                |                | Vinnare        |          |          |          |
| 2        | Robin Stjernberg        |            |            |            |            |            |            |                |                |                |                |                |                |                |                |                | Tvåa           |          |          |          |
| 3        | Moa Lignell             |            |            |            |            |            |            |                |                |                |                |                |                |                |                | Utröst.        |                |          |          |          |
| 4        | Molly Pettersson Hammar |            |            |            |            |            |            |                |                |                |                |                |                |                | Utröst.        |                |                |          |          |          |
| 5        | Amanda Persson          |            | 3:a        |            |            | WC2        |            |                |                |                |                |                |                | Utröst.        |                |                |                |          |          |          |
| 6        | André Zuniga-Asplund    |            |            |            |            |            |            |                |                |                |                |                | Utröst.        |                |                |                |                |          |          |          |
| 7        | Olle Hammar             |            |            |            |            |            |            |                |                |                |                | Utröst.        |                |                |                |                |                |          |          |          |
| 8        | Linni Barresjö          |            |            |            |            |            |            |                |                |                | Utröst.        |                |                |                |                |                |                |          |          |          |
| 9        | Emil Elton              |            |            | 3:a        |            | WC4        |            |                |                | Utröst.        |                |                |                |                |                |                |                |          |          |          |
| 10       | Denise Azemi Brasjö     |            | 3:a        |            |            | WC3        |            |                | Utröst.        |                |                |                |                |                |                |                |                |          |          |          |
| 11       | Roshana Hoss            |            |            |            | 3:a        | WC1        |            | Utröst.        |                |                |                |                |                |                |                |                |                |          |          |          |
| 12       | Maikel Yüksel           |            |            |            |            |            | Utröst.    |                |                |                |                |                |                |                |                |                |                |          |          |          |
| Semi     | Dounia Arhzaf           |            |            |            | 3:a        |            | Utröst.    |                |                |                |                |                |                |                |                |                |                |          |          |          |
| Semi     | Magdalena Reise         |            |            |            | 3:a        |            | Utröst.    |                |                |                |                |                |                |                |                |                |                |          |          |          |
| Semi     | Mikael Fogelberg        |            |            | 3:a        |            |            | Utröst.    |                |                |                |                |                |                |                |                |                |                |          |          |          |
| Semi     | Tony Weseth             |            |            | 3:a        |            |            | Utröst.    |                |                |                |                |                |                |                |                |                |                |          |          |          |
| Semi     | Frida Josefsson         |            | 3:a        |            |            |            | Utröst.    |                |                |                |                |                |                |                |                |                |                |          |          |          |
| Semi     | Hampus Engelhardt       | 3:a        |            |            |            |            | Utröst.    |                |                |                |                |                |                |                |                |                |                |          |          |          |
| Semi     | Jafet Samson            | 3:a        |            |            |            |            | Utröst.    |                |                |                |                |                |                |                |                |                |                |          |          |          |
| Semi     | Leonard Löfstrand       | 3:a        |            |            |            |            | Utröst.    |                |                |                |                |                |                |                |                |                |                |          |          |          |

| Kvinnor | Män | Top 11 | Top 20 | Juryns wildcard | Hängde löst1 | Utröstad | Hoppade av tävlingen | Säker/går vidare | Framträdde ej/ tävlade inte mer |

1 I denna säsong avslöjades det inte vem som blev näst sist i varje veckofinal. Därför behövde det inte betyda att personen som inte ropades upp som den som behövde lämna tävlingen, kom näst sist i den veckofinalens slutresultat.

## Auditionuttagningarna
En auditionturné hölls under april och maj 2011. TV-sändningarna startade den 4 september 2011. Innan auditionturnén startade kunde man tipsa om någon man känner via programmets hemsida. Den 17 mars 2011 meddelade TV4 de städer som besöktes under våren. Nytt för 2011 är att det inte blev någon s.k. "Sista chansen"-omgång.
Eftersom Idol inte besökte Norrland i säsongens auditionturné, gav TV4 alla som geografiskt sett bor norr om Sundsvall en chans att träffa juryn. Detta genom att man kunde ladda upp ett videoklipp på Idols hemsida, som juryn sedan granskade. Av de videor som lades upp på hemsidan valde juryn ut 40 personer som i mitten av maj fick åka ned till Stockholm och sjunga live för dem.
| Datum                                                                    | Auditionstad               | Auditionarena                   | Antal sökande dag 1 | Antal sökande dag 2                            | Totalt sökande | Gyllene biljetter | Sändningsdatum          |
| 3 april                                                                  | Linköping                  | Arenabolaget Konsert & Kongress | 1 600               | Ingen audition dag 2                           | 1 600          | 14                | 13 september 2011       |
| 9-10 april                                                               | Göteborg                   | Svenska Mässan                  | 3 000               | De som inte kom in dag 1 fick återkomma dag 2. | 3 000          | 16                | 6 september 2011        |
| 16 april                                                                 | Lund                       | AF-borgen                       | 2 500               | Ingen audition dag 2                           | 2 500          | 23                | 9:e & 11 september 2011 |
| 1 maj                                                                    | Falun                      | Arenan                          | 800                 | Ingen audition dag 2                           | 800            | 9                 | 12 september 2011       |
| 7-8 maj                                                                  | Stockholm                  | Cirkus                          | 4 000               | De som inte kom in dag 1 fick återkomma dag 2. | 4 000          | 25                | 4:e & 5 september 2011  |
| maj                                                                      | Stockholm (Norrlandståget) | Stockholms central- station     | 40                  | Ingen audition dag 2                           | 1 100          | 6                 | 16 september 2011       |
| Totalt antal sökande: ca 13 000 personer (nytt rekord för svenska Idol). |                            |                                 |                     |                                                |                |                   |                         |
| Totalt antal gyllene biljetter: 93                                       |                            |                                 |                     |                                                |                |                   |                         |

### Slutaudition
Efter avslutad auditionturné fick de som juryn valt ut att få åka till Stockholm och därefter gallras ned till ett mindre antal deltagare, som sedermera gick vidare till kvalveckan. Slutaudition sändes vecka 38 och hölls precis som tidigare säsonger på Oscarsteatern. Totalt gick 20 personer vidare till kvalveckan.

#### Dag för dag-upplägg
- Dag 1: De totalt 93 deltagare som gick vidare till slutaudition samlades på Oscarsteatern, där de en och en fick framföra solosång för juryn. Därefter kallade juryn in deltagarna i olika grupper och meddelade vilka som skulle få stanna kvar respektive åka hem. Totalt fick 48 deltagare stanna kvar, vilket gjorde att 45 deltagare fick åka hem. De tolv sista deltagare som juryn kallade in på scenen fick bli lagkaptener och själva välja ut tre gruppmedlemmar vardera. Därefter fick grupperna åka till Idolhotellet (vid Globen) och öva in en låt till dagen därpå[33].
- Dag 2: Grupperna fick sjunga sina låtar för juryn, och därefter avgjorde juryn vilka som får stanna kvar respektive åka hem. Totalt gick 36 deltagare vidare medan elva personer fick åka hem. Dock valde deltagaren Andreas Larsson att hoppa av sin medverkan i Idol, vilket gjorde att 35 personer återstod. Efter sållningen åkte de kvarvarande deltagarna tillbaka till Idolhotellet och fick öva in en solosång som de dagen efter skulle framträda med ett liveband[34]
- Dag 3: En och en fick deltagarna gå in på scenen på Oscarsteatern och framföra sin solosång, nu med ett liveband som de dock inte fått repetera med innan. Därefter fick deltagarna reda på om de åkte ut eller om juryn var tvungna att överlägga en sista gång innan beslut fattades. Tre deltagare fick lämna direkt medan resterande 32 fick sova en natt på hotellet till dagen därpå.
- Dag 4: De kvarvarande deltagarna samlades i Globen, där finalen kommer att hållas i december, och fick en och en (i två fall två och två) träffa juryn i arenans mitt, för att där få reda på om de hade gått vidare till kvalveckan eller ej. Redan i programmet som sändes den 20 september fick man reda på att deltagaren Mikael Fogelberg gått vidare till kvalveckan[35][36]

## Topp 20 till kvalet
Personerna nedan var de som slutligen blev utvalda av juryn att gå vidare från slutaudition till kvalveckan. 

De som är markerade i fet stil gick vidare till veckofinalerna. Den 23 september offentliggjordes hela startfältet.
- Amanda Fondell, 17 år, Linderöd
- Amanda Persson, 16 år, Ekerö
- André Zuniga-Asplund, 17 år, Uppsala
- Denise Azemi Brasjö, 17 år, Karlshamn
- Dounia Arhzaf, 26 år, Stockholm
- Emil Elton, 16 år, Askim
- Frida Josefsson, 16 år, Hedemora
- Hampus Engelhardt, 15 år, Stockholm
- Jafet Samson, 19 år, Kristianstad
- Leonard Löfstrand, 16 år, Motala
- Linni Barresjö, 16 år, Rimbo
- Magdalena Reise, 16 år, Ekerö
- Maikel Yüksel, 21 år, Partille
- Mikael Fogelberg, 17 år, Enköping
- Moa Lignell, 17 år, Alingsås
- Molly Pettersson Hammar, 15 år, Stockholm
- Olle Hammar, 16 år, Stockholm
- Robin Stjernberg, 20 år, Furuboda
- Roshana Hoss, 18 år, Stockholm
- Tony Weseth, 19 år, Stockholm

## Kvalveckan
Kvalveckan hölls den 26-30 september, vecka 39. Under denna vecka fick tittarna rösta fram de totalt elva av tjugo deltagare som kommer att tävla under veckofinalerna under hösten. De första fyra kvalprogrammen var endast 60 minuter långa, medan den stora fredagsfinalen var drygt två timmar lång.
Upplägget för kvalveckan var att deltagarna var uppdelade i fyra grupper: två killgrupper och två tjejgrupper med fem deltagare per grupp. De två deltagare som i varje kvalheat fick högst antal röster gick till kvalfinalen. Således blev det åtta direktkvalificerade till finalen. Av de tolv som inte röstats vidare, valde juryn ut fyra stycken som fick sjunga med de åtta som tidigare gått vidare. Av de tolv som tävlade i finalen gick elva vidare till veckofinalerna. De som gick vidare till kvalfinalen står i fetmarkerad stil.

### Kvalheat 1
Programmet sändes den 26 september 2011.
1. Robin Stjernberg, 20 år, Furuboda – Breakeven (The Script)
2. Leonard Löfstrand, 16 år, Motala – Save the World (Swedish House Mafia)
3. Jafet Samson, 19 år, Kristianstad – With You (Chris Brown)
4. Hampus Engelhardt, 15 år, Stockholm – You Found Me (The Fray)
5. Maikel Yüksel, 21 år, Partille – Moves Like Jagger (Maroon 5)

### Kvalheat 2
Programmet sändes den 27 september 2011.
1. Amanda Fondell, 17 år, Linderöd – Womanizer (Britney Spears)
2. Frida Josefsson, 16 år, Hedemora – Hide Your Heart (Kiss)
3. Amanda Persson, 15 år, Ekerö – Decode (Paramore)
4. Denise Azemi Brasjö, 17 år, Karlshamn – Someone Like You (Adele)
5. Moa Lignell, 17 år, Alingsås – Price Tag (Jessie J)

### Kvalheat 3
Programmet sändes den 28 september 2011.
1. Tony Weseth, 19 år, Stockholm – In Love With a Girl (Gavin Degraw)
2. Mikael Fogelberg, 17 år, Enköping – Heartbeats (The Knife)
3. Emil Elton, 16 år, Askim – Dum av dig (Daniel Adams-Ray)
4. André Zuniga-Asplund, 17 år, Uppsala – No Woman No Cry (Bob Marley)
5. Olle Hammar, 16 år, Stockholm – The Man Who Can’t Be Moved (The Script)

### Kvalheat 4
Programmet sändes den 29 september 2011.
1. Dounia Arhzaf, 26 år, Stockholm – Fighter (Christina Aguilera)
2. Linni Barresjö, 16 år, Rimbo – The Edge of Glory (Lady Gaga)
3. Roshana Hoss, 18 år, Stockholm – My Heart is Refusing Me (Loreen)
4. Magdalena Reise, 16 år, Ekerö – I Have Nothing (Whitney Houston)
5. Molly Pettersson Hammar, 15 år, Stockholm – A Woman's Worth (Alicia Keys)

### Kvalfinalen
Programmet sändes den 30 september 2011. Den person som står i fet-kursiv stil röstades ut innan veckofinalerna startade.
1. Molly Pettersson Hammar, 15 år, Stockholm – Where the Streets Have No Name (U2)
2. André Zuniga-Asplund, 17 år, Uppsala – Closer (Ne-Yo)
3. Roshana Hoss, 18 år, Stockholm – Seperate Ways (Journey)
4. Maikel Yüksel, 21 år, Partille – Carrie (Europe)
5. Robin Stjernberg, 20 år, Furuboda – Animal (Neon Trees)
6. Amanda Persson, 15 år, Ekerö – Empire State of Mind (Jay-Z)
7. Olle Hammar, 16 år, Stockholm – The Scientist (Coldplay)
8. Amanda Fondell, 17 år, Linderöd – Hey Ya (Outkast)
9. Denise Azemi Brasjö, 17 år, Karlshamn – Carry You Home (James Blunt)
10. Moa Lignell, 17 år, Alingsås – Make You Feel My Love (Bob Dylan)
11. Linni Barresjö, 16 år, Rimbo – She Will Be Loved (Maroon 5)
12. Emil Elton, 16 år, Askim – Isn't She Lovely (Stevie Wonder)

#### Juryns wildcards
1. Roshana Hoss
2. Amanda Persson
3. Denise Azemi Brasjö
4. Emil Elton

## Veckofinalerna
Fem veckofinaler sändes från Frihamnen i Stockholm, medan övriga fyra skedde under en turné som startade den 11 november. Under turnén besökte Idol Gävle (11 november), Linköping (18 november), Malmö (kvartsfinal, 25 november) och Göteborg (semifinal, 2 december), innan finalen skedde i Globen den 9 december. Totalt blev det 11 veckofinalister som tävlade om segern i Idol 2011. Vilka elva som skulle få tävla i veckofinalerna blev klart efter kvalfinalen den 30 september. Precis som i tidigare säsonger sändes ett s.k. "Idol: Extra" efter varje veckofinal, som programleddes av Martin Björk och Jakob Öqvist, som även leder morgonshowen Vakna med The Voice på Kanal5..
Under den här säsongen kretsade inte veckofinalerna kring teman, utan istället var det utmaningar som idolerna mötte.

### Vecka 1: Topplistan 2011
Sändes från Frihamnen i Stockholm den 7 oktober 2011. På grund av EM-kvalmatchen Sverige-Finland försenades Idols programstart med cirka tio minuter. Nedan listas de tävlande i startordningen:
1. André Zuniga-Asplund – The Lazy Song (Bruno Mars)
2. Roshana Hoss – Call Your Girlfriend (Robyn)
3. Linni Barresjö – What Are Words (Chris Medina)
4. Emil Elton – Every Teardrop is a Waterfall (Coldplay)
5. Amanda Fondell – Made Of (Nause)
6. Denise Azemi Brasjö – The Moment I Met You (Vincent Pontare)
7. Olle Hammar – Highway Man (Hoffmaestro)
8. Moa Lignell – F**kin' Perfect (Pink)
9. Robin Stjernberg – California King Bed (Rihanna)
10. Molly Pettersson Hammar – Set Fire to the Rain (Adele)
11. Amanda Persson – Without You (David Guetta feat. Usher)

#### Utröstningen
Listar de två sistuppropade deltagarna, varav den ena erhöll minst antal tittarröster.

Den av dessa två som är markerad med mörkgrå färg är den som tvingats lämna tävlingen (den till vänster).
| Lägst antal tittarröster |                     |
| Roshana Hoss             | Denise Azemi Brasjö |

### Vecka 2: Hits på svenska
Sändes från Frihamnen i Stockholm den 14 oktober 2011. Denna vecka fick deltagarna coachning av Magnus Uggla. I slutet av huvudsändningen uppträdde Uggla, då han framförde sin senaste singel "Gör mig till din man". Tre av deltagarna (Linni, Robin och André) glömde bort en del av texten när de framförde sina låtar under kvällen. Nedan listas de tävlande i startordningen:
1. Moa Lignell – Vem ska jag tro på (Tomas DiLeva)
2. Denise Azemi Brasjö – Från och med du (Oskar Linnros)
3. Olle Hammar – 17 år (Veronica Maggio)
4. Linni Barresjö – Om sanningen ska fram (Eric Amarillo)
5. Amanda Persson – Utan dina andetag (Kent)
6. Robin Stjernberg – Alla vill till himmelen men ingen vill dö (Timbuktu)
7. Molly Pettersson Hammar – Satan i gatan (Veronica Maggio)
8. André Zuniga-Asplund – Lilla Lady (Daniel Adams-Ray)
9. Amanda Fondell – Det hon vill ha (Christer Sandelin/Plura/Eldkvarn)
10. Emil Elton – Jag är en vampyr (Markus Krunegård)

#### Utröstningen
Listar de två sistuppropade deltagarna, varav den ena erhöll minst antal tittarröster.

Den av dessa två som är markerad med mörkgrå färg är den som tvingats lämna tävlingen (den till vänster).
| Lägst antal tittarröster |             |
| Denise Azemi Brasjö      | Olle Hammar |

### Vecka 3: "Från Sverige till superstjärna"
Sändes från Frihamnen i Stockholm den 21 oktober 2011. Laila Bagge Wahlgren medverkade inte i juryn i denna veckofinal, då hon tidigare under veckan födde en son. Ingen ersättare togs in för att fylla ut hennes plats i juryn. På grund av sjukdom medverkade inte deltagaren André Zuniga-Asplund i resultatsshowen. Zuniga-Asplund stod inte heller kvar på scenen och lyssnade på juryns omdömen efter sitt framträdande i huvudprogrammet Istället gick han direkt och satte sig bredvid de övriga deltagarna, även detta berodde på sjukdom. Nedan listas de tävlande i startordningen:
1. Amanda Fondell – Jolene (Dolly Parton)
2. Emil Elton – Cry Me a River (Justin Timberlake)
3. Linni Barresjö – Angels (Robbie Williams)
4. Molly Pettersson Hammar – Only Girl in the World (Rihanna)
5. André Zuniga-Asplund – Tiny Dancer (Elton John)
6. Amanda Persson – Heroes (David Bowie)
7. Robin Stjernberg – Halo (Beyoncé)
8. Olle Hammar – Beat It (Michael Jackson)
9. Moa Lignell – Superstition (Stevie Wonder)

#### Utröstningen
Listar de två sistuppropade deltagarna, varav den ena erhöll minst antal tittarröster.

Den av dessa två som är markerad med mörkgrå färg är den som tvingats lämna tävlingen (den till vänster).
| Lägst antal tittarröster |                |
| Emil Elton               | Amanda Persson |

### Vecka 4: Storband
Sändes från Frihamnen i Stockholm den 28 oktober 2011. Denna vecka fick deltagarna coachning av Peter Jöback. I början av resultatshowen uppträdde Jöback, då han framförde sin senaste singel "Jag har dig nu". Nedan listas deltagarna i startordningen:
1. Molly Pettersson Hammar – Natural Woman (Aretha Franklin)
2. Linni Barresjö – Dark Lady (Cher)
3. Robin Stjernberg – When a Man Loves a Woman (Percy Sledge)
4. André Zuniga-Asplund – Oh, Carol (Neil Sedaka)
5. Moa Lignell – Dream a Little Dream of Me (Mamas and the Papas)
6. Olle Hammar – Back to Black (Amy Winehouse)
7. Amanda Fondell – I’ve Got a Woman (Ray Charles)
8. Amanda Persson – Fever (Peggy Lee)

#### Utröstningen
Listar de två sistuppropade deltagarna, varav den ena erhöll minst antal tittarröster.

Den av dessa två som är markerad med mörkgrå färg är den som tvingats lämna tävlingen (den till vänster).
| Lägst antal tittarröster |                      |
| Linni Barresjö           | André Zuniga-Asplund |

### Vecka 5 (studiofinal): Min audition
Sändes från Frihamnen i Stockholm den 4 november 2011. I denna veckas veckofinal sjöng deltagarna de låtar som de sjöng på antingen sin första audition eller på slutaudition. Tre av deltagarna använde sig av instrument på scenen. För allra första gången i svenska Idols historia uppträdde en deltagare med en egenkomponerad låt i en veckofinal. Det var deltagaren Moa Lignell som uppträdde med sin egen låt "When I held ya". I början av huvudprogrammet uppträdde även Oleg Nejlik med sin låt "Elektropop". Idoldeltagaren Amanda Persson sjöng inte låten från sin audition eftersom låten var densamma som idoldeltagaren Robin Stjernberg sjöng på sin audition. Deltagarna står nedan i startordningen, samt med låtval:
1. Olle Hammar – Feeling Good (Michael Bublé)
2. Amanda Fondell – My Man (Miss Li)
3. André Zuniga-Asplund – Here I Come/Från och med du (Barrington Levy/Oskar Linnros)
4. Amanda Persson – Keep On Walking (Salem Al Fakir)
5. Robin Stjernberg – Who You Are (Jessie J)
6. Molly Pettersson Hammar – White Light Moment (Tove Styrke)
7. Moa Lignell – When I Held Ya (Moa Lignell)

#### Utröstningen
Listar de två sistuppropade deltagarna, varav den ena erhöll minst antal tittarröster.

Den av dessa två som är markerad med mörkgrå färg är den som tvingats lämna tävlingen (den till vänster).
| Lägst antal tittarröster |                |
| Olle Hammar              | Amanda Persson |

### Vecka 6: Motown
Sändes från Läkerol Arena i Gävle den 11 november 2011. Både i början och i slutet av huvudsändningen uppträdde deltagarna gemensamt på scenen.
1. Amanda Persson – I'm Coming Out (Diana Ross)
2. André Zuniga-Asplund – My Girl (The Temptations)
3. Moa Lignell – You Can't Hurry Love (The Supremes)
4. Amanda Fondell – Please Mr. Postman (The Marvelettes)
5. Robin Stjernberg – Reach Out, I'll Be There (The Four Tops)
6. Molly Petterson Hammar – Nowhere To Run (Martha and the Vandellas)

#### Utröstningen
Listar de två sistuppropade deltagarna, varav den ena erhöll minst antal tittarröster.

Den av dessa två som är markerad med mörkgrå färg är den som tvingats lämna tävlingen (den till vänster).
| Lägst antal tittarröster |                |
| André Zuniga-Asplund     | Amanda Persson |

### Vecka 7: Mitt genombrott
Sändes från Cloetta Center i Linköping den 18 november 2011. Från och med denna vecka fick deltagarna framföra två låtar vardera. Jessie J uppträdde både i huvudprogrammet (med låten "Domino") och i resultatshowen (med låten "Price Tag"). Låtarna som deltagarna sjöng i rond 1 har alla varit originalartisternas debutlåtar, medan låtarna i rond 2 var en låt de önskade hade varit deras egen debutlåt. Nedan listas deltagarna i startordningen.

#### Rond 1
1. Robin Stjernberg - Bohemian Rapsody (Queen)
2. Amanda Fondell - Piece of My Heart (Janis Joplin)
3. Molly Petterson Hammar - Mama Knows Best (Jessie J)
4. Amanda Persson - Since U Been Gone (Kelly Clarkson)
5. Moa Lignell - Go Your Own Way (Fleetwood Mac)

#### Rond 2
1. Robin Stjernberg - Pride (U2)
2. Amanda Fondell - (I Can't Get No) Satisfaction (The Rolling Stones)
3. Molly Petterson Hammar - Listen (Beyoncé)
4. Amanda Persson - No One (Alicia Keys)
5. Moa Lignell - Fields Of Gold (Sting)

#### Utröstningen
Listar de två sistuppropade deltagarna, varav den ena erhöll minst antal tittarröster.

Den av dessa två som är markerad med mörkgrå färg är den som tvingats lämna tävlingen (den till vänster).
| Lägst antal tittarröster |                |
| Amanda Persson           | Amanda Fondell |

### Vecka 8 (kvartsfinal): Kärlek
Sändes från Malmö Arena i Malmö den 25 november 2011. I kvartsfinalen framförde deltagarna två låtar vardera: en låt som riktade sig till en anhörig och en låt som riktade sig till fansen. I slutet av huvudprogrammet uppträdde Chris Medina med sin låt "What Are Words". I resultatshowen uppträdde Medina med låten "One more time". Nedan listas veckans låtval.

#### Rond 1: Fansen
1. Molly Petterson Hammar - Titanium (David Guetta feat. Sia)
2. Moa Lignell - Nothing Compares 2 U (Sinead O'Connor)
3. Amanda Fondell - Fire (Bruce Springsteen)
4. Robin Stjernberg - Let Me Entertain You (Robbie Williams)

#### Rond 2: Anhörig
1. Molly Petterson Hammar - If I Ain’t Got You (Alicia Keys)
2. Moa Lignell - Carry You Home (James Blunt)
3. Amanda Fondell - True Colors (Cyndi Lauper)
4. Robin Stjernberg - You Raise Me Up (Josh Groban)

#### Utröstningen
| Lägst antal tittarröster |
| Molly Petterson Hammar   |

### Vecka 9 (semifinal): Juryns val
Sändes från Scandinavium i Göteborg den 2 december 2011. I semifinalen framförde deltagarna två låtar vardera, som denna gång juryn hade valt ut åt dem. I första ronden hade juryn valt låtar som deltagarna skulle glänsa i, medan i andra rond var det istället en utmanande låt. Både i början och slutet av huvudprogrammet uppträdde några av de tidigare utröstade deltagarna. I början av programmet sjöng de gemensamt låten "I Will Survive". I slutet av programmet sjöng de, tillsammans med Maikel Yüksel, låten "Moves Like Jagger". Nedan listas deltagarna i startordningen:

#### Rond 1: Glänsa
1. Robin Stjernberg - Dedication to My Ex (Miss That) (Lloyd)
2. Moa Lignell - Torn (Natalie Imbruglia)
3. Amanda Fondell - It's Oh So Quiet (Björk)

#### Rond 2: Utmaning
1. Robin Stjernberg - Love is Gone (David Guetta & Chris Willis)
2. Moa Lignell - Wherever You Will Go (The Calling)
3. Amanda Fondell - Raise Your Glass (Pink)

#### Utröstningen
| Lägst antal tittarröster |
| Moa Lignell              |

### Vecka 10: Finalen
Sändes från Globen i Stockholm den 9 december 2011. Detta var femte, och för närvarande sista, gången som Idol direktsändes från Globen. Finalen stod mellan två deltagare (Robin Stjernberg och Amanda Fondell), vilket blev klart i semifinalen den 2 december. De båda finalisterna tävlade i tre ronder, där de fick sjunga en egen vald sång, en sång som tittarna hade valt och en specialskriven vinnarlåt. Vinnarlåten denna säsong hette "All This Way" och var bl.a. skriven av Darin Zanyar, som blev tvåa i Idol 2004, och Arnthor Birgisson. Det är sedan tidigare känt att Idol inte återkommer till 2012, utan tog en paus på obestämd framtid. Således var det här det sista Idolprogrammet på en obestämd tid. 
I inledningen av huvudprogrammet sjöng Måns Zelmerlöw och Danny Saucedo, som tävlat i Idol 2005 respektive 2006, gemensamt Chris Browns låt "Yeah x3". Även Amanda Persson, Olle Hammar och Molly Pettersson Hammar, som tävlat i Idol 2011, uppträdde i huvudprogrammet. I Resultatprogrammet uppträdde Agnes Carlsson (vinnaren av Idol 2005) tillsammans med en kör med låten Right Here, Right Now..., vilket var hennes vinnarlåt från Idol 2005. Före varje reklampaus visades auditionklipp från tidigare Idolsäsonger, och finalen sändes och kommenterades även i Mix Megapol av Gry Forssell och Anders Timell. 
Låtarna som finalisterna framförde presenterades den 6 december. Däremot kunde man börja telefon- och SMS-rösta redan den 3 december. Nedan står de två finalisterna i startordningen. Vinnaren fick 52 procent av rösterna.

#### Rond 1: Eget val
1. Robin Stjernberg - In My Head (Jason Derulo)
2. Amanda Fondell - Song 2 (Blur)

#### Rond 2: Tittarnas val
1. Robin Stjernberg - Halo (Beyoncé)
2. Amanda Fondell - Made Of (Nause)

#### Rond 3: Vinnarlåten
1. Robin Stjernberg - All This Way
2. Amanda Fondell - All This Way

Här nedan listas den deltagare som erhöll flest antal tittarröster och därmed vann Idol 2011.
| Vinnaren       |
| Amanda Fondell |

## Avsnittslista
| Avsnittslista | Avsnittslista           | Avsnittslista   | Avsnittslista            | Avsnittslista     | Avsnittslista            | Avsnittslista         |
| Avsnitt       | Namn                    | Längd (minuter) | Sändningstid (klockslag) | Sändningsdatum    | Antal tittare (tusental) | Rankning tittartoppen |
| ------------- | ----------------------- | --------------- | ------------------------ | ----------------- | ------------------------ | --------------------- |
| 1             | Audition Stockholm      | 60              | 20.00-21.00              | 4 september 2011  | 964                      | 17                    |
| 2             | Audition Stockholm      | 60              | 20.00-21.00              | 5 september 2011  | 1 052                    | 10                    |
| 3             | Audition Göteborg       | 60              | 20.00-21.00              | 6 september 2011  | 937                      | 15                    |
| 4             | Audition Lund           | 60              | 20.00-21.00              | 9 september 2011  | 691                      | 46                    |
| 5             | Audition Lund           | 60              | 20.00-21.00              | 11 september 2011 | 857                      | 22                    |
| 6             | Audition Falun          | 60              | 20.00-21.00              | 12 september 2011 | 919                      | 16                    |
| 7             | Audition Linköping      | 60              | 20.00-21.00              | 13 september 2011 | 943                      | 13                    |
| 8             | Audition Norrlandståget | 60              | 20.00-21.00              | 16 september 2011 | 785                      | 33                    |
| 9             | Slutaudition dag 1-2    | 60              | 20.00-21.00              | 18 september 2011 | 872                      | 20                    |
| 10            | Slutaudition dag 2-3    | 60              | 20.00-21.00              | 19 september 2011 | 964                      | 16                    |
| 11            | Slutaudition dag 3-4    | 60              | 20.00-21.00              | 20 september 2011 | 971                      | 13                    |
| 12            | Slutaudition dag 4      | 60              | 20.00-21.00              | 23 september 2011 | 766                      | 36                    |
| 13.1          | Kvalheat 1              | 60              | 20.00-21.00              | 26 september 2011 | 844                      | 26                    |
| 13.2          | Resultatprogram         | 3               | 21.57-22.00              | 26 september 2011 | 715                      | 51                    |
| 14.1          | Kvalheat 2              | 60              | 20.00-21.00              | 27 september 2011 | 766                      | 40                    |
| 14.2          | Resultatprogram         | 3               | 21.57-22.00              | 27 september 2011 | 650                      | 64                    |
| 15.1          | Kvalheat 3              | 60              | 20.00-21.00              | 28 september 2011 | 844                      | 27                    |
| 15.2          | Resultatprogram         | 3               | 21.57-22.00              | 28 september 2011 | 604                      | 76                    |
| 16.1          | Kvalheat 4              | 60              | 20.00-21.00              | 29 september 2011 | 846                      | 24                    |
| 16.2          | Resultatprogram         | 3               | 21.57-22.00              | 29 september 2011 | 511                      | 100>                  |
| 17            | Kvalfinalen             | 120             | 20.00-22.00              | 30 september 2011 | 794                      | 33                    |
| 18.1          | Veckofinal 1            | 112             | 20.10-22.00              | 7 oktober 2011    | 1 053                    | 18                    |
| 18.2          | Resultatprogram         | 15              | 22.25-22.40              | 7 oktober 2011    | 1 010                    | 22                    |
| 18.3          | Extra                   | 35              | 22.35-23.10              | 7 oktober 2011    | 108                      | 100>                  |
| 19.1          | Veckofinal 2            | 120             | 20.00-22.00              | 14 oktober 2011   | 1 163                    | 13                    |
| 19.2          | Resultatprogram         | 15              | 22.25-22.40              | 14 oktober 2011   | 878                      | 35                    |
| 19.3          | Extra                   | 35              | 22.35-23.10              | 14 oktober 2011   | 106                      | 100>                  |
| 20.1          | Veckofinal 3            | 90              | 20.00-21.30              | 21 oktober 2011   | 964                      | 20                    |
| 20.2          | Resultatprogram         | 15              | 22.25-22.40              | 21 oktober 2011   | 911                      | 24                    |
| 20.3          | Extra                   | 35              | 22.35-23.10              | 21 oktober 2011   | 125                      | 100>                  |
| 21.1          | Veckofinal 4            | 90              | 20.00-21.30              | 28 oktober 2011   | 1072                     | 15                    |
| 21.2          | Resultatprogram         | 15              | 22.25-22.40              | 28 oktober 2011   | 1015                     | 17                    |
| 21.3          | Extra                   | 35              | 22.35-23.10              | 28 oktober 2011   | 147                      | 100>                  |
| 22.1          | Veckofinal 5            | 90              | 20.00-21.30              | 4 november 2011   | 991                      | 22                    |
| 22.2          | Resultatprogram         | 15              | 22.25-22.40              | 4 november 2011   | 930                      | 28                    |
| 22.3          | Extra                   | 35              | 22.35-23.10              | 4 november 2011   | 137                      | 100>                  |
| 23.1          | Veckofinal 6            | 90              | 20.00-21.30              | 11 november 2011  | 1010                     | 18                    |
| 23.2          | Resultatprogram         | 15              | 22.25-22.40              | 11 november 2011  | 1028                     | 17                    |
| 23.3          | Extra                   | 35              | 22.35-23.10              | 11 november 2011  | 153                      | 100>                  |
| 24.1          | Veckofinal 7            | 90              | 20.00-21.30              | 18 november 2011  | 999                      | 20                    |
| 24.2          | Resultatprogram         | 15              | 22.25-22.40              | 18 november 2011  | 992                      | 21                    |
| 24.3          | Extra                   | 35              | 22.35-23.10              | 18 november 2011  | 110                      | 100>                  |
| 25.1          | Veckofinal 8            | 90              | 20.00-21.30              | 25 november 2011  | 880                      | 29                    |
| 25.2          | Resultatprogram         | 15              | 22.25-22.40              | 25 november 2011  | 1031                     | 18                    |
| 25.3          | Extra                   | 35              | 22.35-23.10              | 25 november 2011  | 212                      | 100>                  |
| 26.1          | Veckofinal 9            | 90              | 20.00-21.30              | 2 december 2011   | 991                      | 19                    |
| 26.2          | Resultatprogram         | 15              | 22.25-22.40              | 2 december 2011   | 974                      | 21                    |
| 26.3          | Extra                   | 35              | 22.35-23.10              | 2 december 2011   | 112                      | 100>                  |
| 27.1          | Finalen                 | 90              | 20.00-21.30              | 9 december 2011   | 1238                     | 13                    |
| 27.2          | Resultatprogram         | 30              | 22.25-22.55              | 9 december 2011   | 1452                     | 5                     |
| 27.3          | Extra                   | 35              | 22.50-23.25              | 9 december 2011   | 252                      | 100>                  |